# John Thomas Dunn
Pour les articles homonymes, voir Dunn.
John Thomas Dunn, né le 19 avril 1858 à Newcastle upon Tyne où il est mort le 3 janvier 1939, est un chimiste analytique britannique. Professeur et auteur, il devient président de la Royal Society of Chemistry.
Il est le premier titulaire d'une maîtrise ès sciences de l'université de Durham et est par la suite son premier docteur ès sciences. Il est aussi le directeur fondateur du Northern Polytechnic Institute (en) de Londres. Il exerce plus tard la profession de chimiste analytique et de consultant dans l'Angleterre du Nord-Est et est l' analyste public de Newcastle upon Tyne, du comté de Northumberland et de plusieurs des principales villes industrielles du nord-est. Il était citoyen héréditaire de Newcastle upon Tyne. À sa mort, il  a été décrit comme « le père de la chimie de Tyneside ».

## Biographie

### Jeunesse et éducation
Dunn est né à Newcastle upon Tyne en 1858 de Thomas Dunn, un quincaillier et commissaire-priseur de Newcastle et de sa femme Ann Chicken, fille d'un ouvrier de l'usine de William Armstrong à Newcastle. Il fréquente la Percy Street Academy de Newcastle, connue sous le nom de Dr Bruce's School, à partir de l'âge de 8 ans environ,. Il quitte l'école à l'âge de 13 ans pour travailler comme commis pour son père puis comme commis aux réservations ferroviaires. En 1874, à l'âge de 16 ans, Dunn devient étudiant au College of Physical Science de Newcastle, ouvert depuis trois ans, qui fait alors partie de l'Université de Durham et fait de nos jours partie de l'Université de Newcastle.
Spécialisé en chimie, il devient à l'âge de 19 ans Bachelor of Science. En 1881, il est le premier Master of Science de Durham, et en 1888, il devient le premier Doctor of Science de l'université. 

### Début de carrière
En 1877, Dunn devient démonstrateur en chimie au College of Physical Science. Il devient ensuite professeur de chimie du même établissement en 1882, à l'âge de 24 ans. En 1884, il est nommé professeur de sciences à la nouvelle école privée Gateshead High School for Boys (en). Trois ans plus tard, il devient le directeur de l'école. Tout en occupant toujours ce poste, il est nommé inspecteur des écoles et des classes scientifiques pour le Durham County Council (en).
En 1894, il devient directeur du nouveau Technical College de Plymouth, plus connu sous le nom de Jubilee Memorial Science, Art and Technical School, où il ne reste qu'un an. 

### Northern Polytechnic Institute
Dunn est nommé directeur fondateur du Northern Polytechnic Institute à Holloway (Londres), et chef de son département de chimie, en 1895. L'institut est ouvert avec l'aide de la City of London Parochial Foundation et des dons substantiels de la Worshipful Company of Clothworkers (en). Selon les termes de sa charte royale, son objectif est de « promouvoir les compétences industrielles, les connaissances générales, la santé et le bien-être des jeunes hommes et femmes appartenant aux classes les plus pauvres d'Islington et fournir aux habitants d'Islington et des quartiers voisins du nord de Londres, et en particulier aux classes industrielles, les moyens d'acquérir une solide éducation générale, scientifique, technique et commerciale à faible coût. »
La tâche de Dunn au cours de sa première année – en tant que directeur fondateur de l'institut (qui est depuis devenu le campus principal de la London Metropolitan University) – est de préparer son ouverture, d'embaucher du personnel et d'inscrire autant d'étudiants que possible afin qu'il soit un succès dès l'ouverture des portes en octobre 1896.
Le résultat est que 1 000 étudiants sont inscrits dès la première année, et que 34 enseignants y enseignent. Tous les étudiants sont au niveau élémentaire et la plupart suivent des cours du soir tout en travaillant pendant la journée. Les cours vont de l'anglais, des mathématiques, de la chimie et de la physique à des cours plus professionnels comme la construction de machines, la plomberie, la couture et la chapellerie.
L'Institut ne cesse de se développer. De nouveaux bâtiments commencent à être construits pendant la période où Dunn est à sa tête, le Grand Hall étant inauguré en 1897, et d'autres grands ajouts achevés en 1902. En janvier 1900, lors de la remise des prix, Dunn peut annoncer que l'institut s'est développé très rapidement et continue de croître, le nombre d'étudiants s'élevant alors à deux mille. « Il ne fait aucun doute », assure Dunn à son auditoire, « que l'Angleterre n'est en aucun cas en retard sur aucun autre pays du monde en matière d'enseignement technique ». 
Un an plus tard, Dunn enregistre une nouvelle augmentation du nombre d'étudiants et signale une tendance croissante à tirer profit de l'institut, en particulier dans les cours de commerce et d'industrie. 
En 1901, après six ans passés à l'institut, il quitte le monde universitaire pour exercer comme chimiste analytique et consultant. À la fin de l'année universitaire, il abandonne Londres pour retourner à Newcastle upon Tyne.

### Chimie analytique
Au début de l'été 1901, Dunn rejoint « Consulting Chemists, Analysts, Assayers and Samplers » J and H.S. Pattinson en tant qu'associé avec John Pattinson. La société a été fondée l'année de la naissance de Dunn - 1858 - et a installé des bureaux et un laboratoire au 75 The Side à Newcastle upon Tyne, où ils se concentrent sur les tests de pureté du charbon et l'analyse des aliments. 
Avec Dunn comme associé, ils déménagent dans des bureaux et des laboratoires plus grands à proximité, au 10 Dean Street à Newcastle et étendent considérablement leurs activités. (La société est toujours en activité ailleurs à Newcastle sous le nom de Pattinson Scientific Services Limited.)
À la mort de Pattinson en 1912, Dunn devient directeur de la société avec l'associé junior Charles Bloxam et reprend les fonctions de Pattinson en tant qu'analyste public pour la ville et le comté de Newcastle upon Tyne, le comté de Northumberland, les comtés de Gateshead, Sunderland, South Shields, Tynemouth et le Berwick-upon-Tweed. Il devient également l'inspecteur officiel du gaz et l'analyste officiel de l'agriculture,. 
Dunn reste l'associé principal de J et HS Pattinson jusqu'à sa mort en 1939, abandonnant ses nominations publiques seulement après l'apparition de la maladie en 1937.

### Adhésion à des sociétés, instituts et associations professionnelles
Dunn est très actif au sein des organisations professionnelles, la plus importante étant son adhésion à la Royal Society of Chemistry, dont il est élu membre en 1905. Un an plus tard, il devient membre du conseil de la société et y siège pendant trois mandats. En 1917-1918, il est vice-président et en 1930, il est élu président. 
Il est membre du Royal Institute of Chemistry, étant membre de son Conseil de 1918 à 1921 et examinateur de 1921 à 1925 et de 1927 à 1932.
En 1930, il est président de la Society of Public Analysts. 
Il est président de la Society of Chemical Industry en 1933-1934 après avoir rejoint la Newcastle Chemical Society dès 1877, qui fusionne plus tard avec la SCI. 
De 1937 à 1938, il est président de l'Association des directeurs de gaz du nord de l'Angleterre. Il est également président du Newcastle Chemical Industry Club, est lié à la British Standards Institution et est membre du département de recherche scientifique et industrielle sur les combustibles. 
Il a également siégé au Conseil de l'Armstrong College de Newcastle, successeur du College of Physical Science.

### Publications
Dunn est co-auteur avec Victor Alessandro Mundella (en), l'homme qu'il a nommé à la tête du département de physique et de génie électrique du North London Institute et qui devient plus tard le gendre de Dunn, d'un manuel scientifique : General Elementary Science, publié en 1899 par Methuen Publishing comme le premier de la série Methuen's Science Primers, et qui est promu comme « Un cours d'introduction pour les étudiants des écoles et des collèges techniques préparatoires à l'étude plus formelle de la mécanique, de la physique et de la chimie ». Le livre est un succès, étant considéré comme un cours intermédiaire de physique et de chimie pour le baccalauréat de Londres, et étant également adopté par l'Amirauté pour l'enseignement des sciences élémentaires. Il connait une deuxième édition neuf ans plus tard, en 1908, et est toujours activement commercialisé par Methuen en octobre 1909. (Le co-auteur de Dunn, Victor Mundella, devient plus tard directeur du Sunderland Technical College.).
En 1924, le deuxième livre de Dunn est publié par Ernest Benn de Londres. Commandé par les éditeurs, Pulverised and Colloidal Fuel est un traité sur l'utilisation de combustibles en poudre pour produire de l'énergie. Il est bien accueilli par les pairs de Dunn, qui félicitent l'auteur pour avoir réussi à réunir sous un même toit les nombreuses sources d'information sur le sujet. Le livre est publié aux États-Unis la même année par la Van Nostrand Company de New York.
Dunn a également contribué à de nombreux articles pour le journal du Royal Institute of Chemistry et un certain nombre d'autres revues scientifiques.

### Vie privée
En 1884, Dunn épouse Frances Thomas, la fille survivante du praticien herboriste et botaniste médical de Newcastle, Josiah Thomas, qui a été jugé pour l'homicide involontaire d'un de ses patients en 1867, mais a été acquitté de toutes les accusations. Ils ont un enfant, Laura. 
Dunn est un fervent partisan de nombreuses organisations. Outre son adhésion de longue date à la Literary and Philosophical Society of Newcastle upon Tyne (en), qu'il a rejointe à l'âge de 14 ans en 1872 et dont il devient vice-président, il est membre du Club libéral de Newcastle et rejoint la branche de Newcastle du Rotary International, dont il est le président en 1921-1922 et représente les Rotariens de Newcastle à la Conférence internationale de Minneapolis en 1928.
Comme son père et son grand-père avant lui, il est un citoyen héréditaire de Newcastle et est membre de l'ancienne House Carpenters' Company. (Son grand-père paternel avait été charpentier et menuisier à Newcastle) Dunn occupe le poste d'intendant principal de la guilde,.
Le 3 janvier 1939, à Newcastle, il meurt à l'âge de 80 ans d'une pneumonie, une complication du cancer diagnostiqué deux ans auparavant. 
De nombreuses nécrologies admiratives ont été publiées dans les journaux et les revues professionnelles. Un nécrologue le décrit comme « le père de la chimie de Tyneside ». Son partenaire junior Charles Bloxam a écrit dans le journal de la Royal Society of Chemistry que : « Un homme éminent nous a quittés, mais son exemple demeure, et heureusement, ceux qui l'ont côtoyé au cours de ses premières années d'études et d'université, puis au cours de ses nombreuses activités publiques et professionnelles, ont eu l'occasion d'en profiter. C'était un homme cultivé et érudit, calme et bienveillant, tolérant à l'égard des opinions des autres, mais toujours prêt à défendre ses propres opinions avec une vigueur qui surprenait ceux qui ne connaissaient pas les profondeurs de son caractère. »